# Mon copain de classe est un singe
Mon copain de classe est un singe (version originale : My Gym Partner's a Monkey) est une série d'animation américaine créée par Julie McNally-Cahill et Tim Cahill, et produite par Cartoon Network Studios, initialement diffusée le 26 décembre 2005 sur la chaîne de télévision Cartoon Network jusqu'au 27 novembre 2008 aux États-Unis. En parallèle, la série est diffusée dans le programme Kids' WB sur la chaîne de télévision The WB Television Network du 7 janvier 2006 au 29 mars 2008. La série se centre sur les mésaventures d'Adam Lyon, un jeune garçon humain, transféré par erreur au collège Charles Darwin, une école entièrement composée d'animaux anthropomorphes, dans lequel il se lie rapidement d'amitié avec Jake le Macaque.
La série compte un total de 96 épisodes de quatre saisons, un épisode spécial, et un téléfilm. La série est positivement accueillie par l'ensemble des critiques et rédactions. Dès sa première diffusion, elle se popularise rapidement auprès de l'audience, avec plusieurs millions de téléspectateurs. Elle a également été nommée pour quatre Annie Awards et récompensée d'un Emmy Award. Quelques produits dérivés inspirés de la série ont été commercialisés. Entre 2007 et 2008, deux volumes en format DVD ont été commercialisés.

## Scénario
L'histoire se base sur un jeune garçon humain nommé Adam Lyon. Ce dernier a été transféré du collège Chester Arthur (une école normale) au collège Charles Darwin (une école pour animaux) à la suite d'une faute d'orthographe commise par le service des inscriptions (son nom est écrit Lion plutôt que Lyon). Peu après son transfert, dans sa nouvelle classe d'animaux, il y rencontre Jake le Macaque et tous deux deviennent inséparables et partage une certaine complicité dans chaque épisode.
La majeure partie du collège Charles Darwin est spécifique aux habitats de tous les espèces de mammifères, poissons et autres. Sont exposés des tubes pour poissons dans lesquels ils peuvent respirer et nager librement à travers le collège. Des buissons et cours d'eau. Certains animaux tels que Bull Sharkowski utilise certains méthodes alternatives concernant leur habitat naturel. Dans le cas de Bull, celui-ci porte un casque rempli d'eau directement lié à ses branchies. Les personnages principaux savaient respirer sous l'eau pour une raison mystérieuse. Le collège Charles Darwin est le seul collège pour animaux aux alentours, comme il est plus tard expliqué lors d'un épisode.

## Distribution
| Personnages notables | Voix originales          | Voix françaises |
| -------------------- | ------------------------ | --- |
| Adam Lyon            | Nika Futterman           | Carole Baillien |
| Jake le Macaque      | Tom Kenny                | David Macaluso |
| Windsor              | Rick Gomez               | Benoît Van Dorslaer |

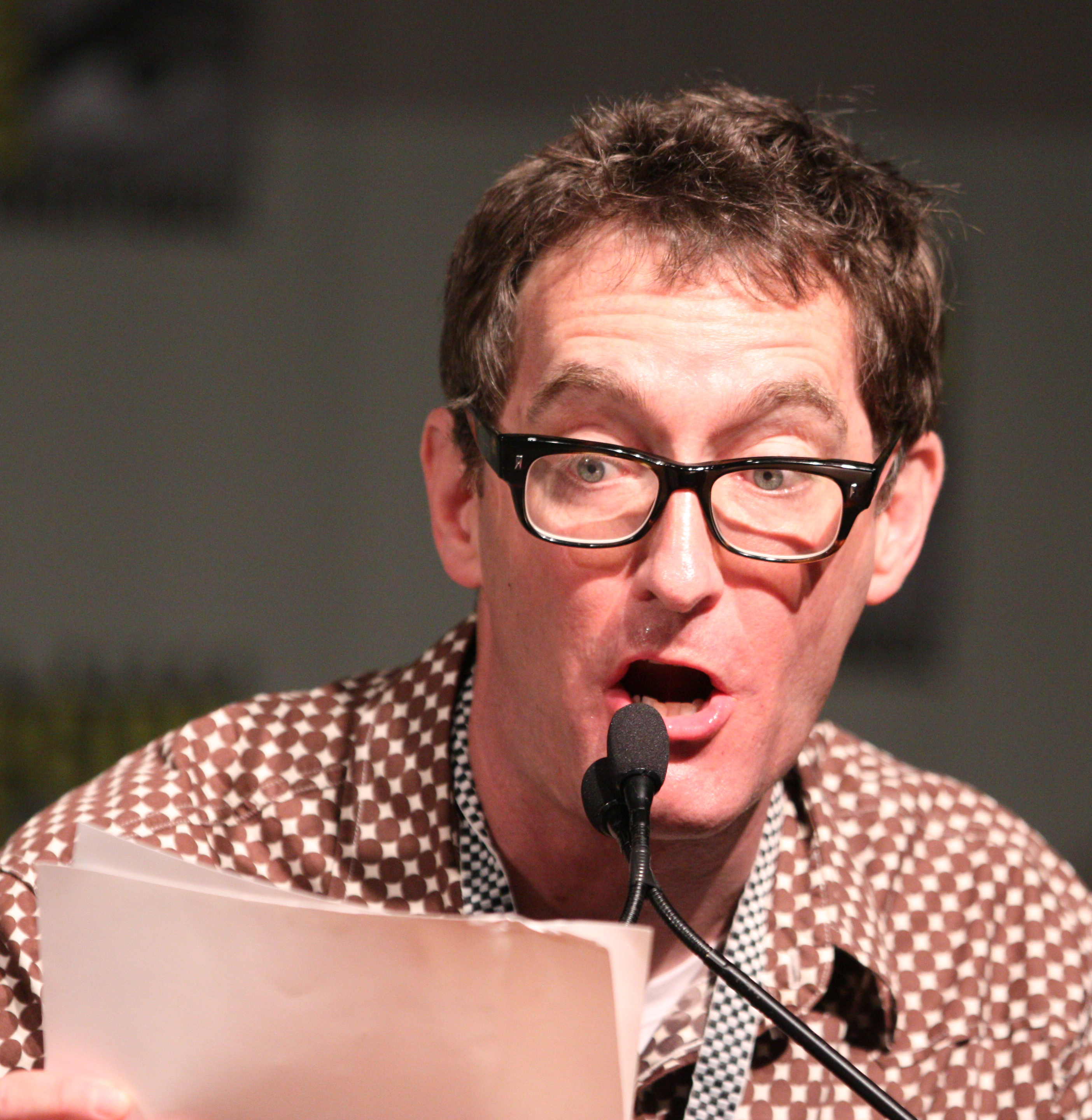
Le doubleur américain Tom Kenny incarne le rôle de Jake le Macaque, ami et camarade de classe d'Adam Lyon.

| Directeur Pixiefrog  | Maurice LaMarche         | Arnaud Léonard puis Erwin Grünspan |
| Voix supplémentaires | Grey DeLisle Phil LaMarr | Sophie Landresse Carine Seront Patrick Brüll Martin Spinhayer Colette Sodoyez Thierry Janssen Patrick Waleffe Lorette Goosse Jean-Marc Delhausse Michel Hinderyckx Delphine Moriau Robert Dubois |
| Fiche de doublage    |                          | Dubbing Brothers (version française) Delphine Moriau (direction artistique) Pierre-Edouard Demora, F. Ziolkowski et Hélène Valura (adaptation) Marc Lacroix (mixage)                             |

## Épisodes
Après la diffusion d'un épisode pilote le 26 décembre 2005, Mon copain de classe est un singe est initialement diffusée sur la chaîne de télévision Cartoon Network le 24 février 2006. La série est parallèlement diffusée dans le programme Kids' WB sur la chaîne de télévision The WB Television Network du 7 janvier 2006 jusqu'au 29 mars 2008. Un téléfilm intitulé The Big Field Trip est également diffusé le 14 janvier 2007, partie intégrante de la troisième saison. Un épisode spécial, intitulé Ornithorynque en vadrouille est diffusé sur Cartoon Network le 6 mai 2007, dans l'émission Cartoon Network Invaded ayant diffusé cinq téléfilms d'animation du 4 mai au 28 mai 2007. La série s'achève le 27 novembre 2008 et est plus tard rediffusée dans le programme Cartoon Planet le 27 avril 2012. En France, Mon copain de classe est un singe est diffusée le 2 décembre 2006 sur Cartoon Network ; lors des premiers visionnages d'extraits diffusés par la chaîne en français sur Internet, ceux-ci atteignent en moyenne 35 000 visionnage par épisode. Au Canada, de nouveaux épisodes sont diffusés en septembre 2007, puis de nouveau rediffusée le 31 août 2009 sur Télétoon.

## Médias
Deux volumes sous format DVD zone 4 ont été commercialisés dans le marché nord-américain. Le premier, intitulé My Gym Partner's a Monkey – King of the Jungle (avec 6 épisodes pour un total de 150 minutes), est commercialisé le 4 avril 2007, et le second, intitulé My Gym Partner's a Monkey – Monkey Business (avec 7 épisodes pour un total de 154 minutes), le 23 janvier 2008. Seuls ces deux volumes ont été commercialisés. Chaque saison est disponible en ligne sur iTunes Store,,,. En France, et dans les autres pays francophones, aucune sortie n'est officiellement annoncée.

## Accueil

### Critiques et rédactions
Mon copain de classe est un singe est l'une des séries d'animation à succès de la chaîne de télévision Cartoon Network. Durant la diffusion des deux premiers épisodes le vendredi entre 21 h et 21 h 30 heure locale, le premier épisode est regardé par 1,2 million de téléspectateurs âgés entre 2 et 11 ans, et le second par 1,3 million. La série se popularise auprès des téléspectateurs lors de sa diffusion chaque vendredi.
Mon copain de classe est un singe est positivement accueillie par l'ensemble des critiques et rédactions. William Barker, du site Web Wombat, attribue au DVD intitulé King of the Jungle, une moyenne de 70 %, expliquant : « avec un scénario original – ou dirai-je unique? – Mon copain de classe est un singe crée un autre univers qui change des séries de super-héros et de mutants, et le style d'animation est captivant, bien que loin d'être innovant. Ce n'est pas le cartoon le plus impressionnant qu'il m'ait été donné de voir, mais il est plutôt sympa et amusant – même pour les plus vieux primates d'entre nous. » Larisa Wiseman, de Common Sense Media, lui attribue trois étoiles sur cinq notant que « c'est difficile de dire quelle catégorie d'âge les producteurs ont pu cibler – le style d'animation semble faire appel aux plus petits, tandis que les blagues et les leçons de vie sont certainement destinés aux téléspectateurs de tout âge. L'humour malicieuse de la série donne également l'occasion aux adultes de rire un bon coup. Mon copain de classe est un singe fait l'effort d'inclure une morale à chaque épisode. Les plus jeunes trouveront sans doute les singeries de Jake amusant, et le scénario délirant. »

### Récompenses et nominations
| Date | Récompense   | Catégorie                                            | Nomination                                          | Résultat   | Réf.   |
| ---- | ------------ | ---------------------------------------------------- | --------------------------------------------------- | ---------- | ------ |
| 2006 | Annie Awards | Scénario dans une production d'une série d'animation | Tom Sheppard (pour l'épisode La moustache à poils)  | Nomination | [ 19 ] |
| 2006 | Annie Awards | Design et production d'une série d'animation         | Dan Krall (pour l'épisode Asticots à vendre)        | Nomination | [ 19 ] |
| 2007 | Emmy Awards  | Scénario dans une production d'une série d'animation | Narina Sokolova (pour l'épisode The Big Field Trip) | Lauréat    | [ 20 ] |
| 2007 | Annie Awards | Scénario d'une série d'animation                     | Tom Sheppard (pour l'épisode Jack s'affaisse)       | Nomination | [ 21 ] |
| 2007 | Annie Awards | Production d'artiste d'une série d'animation         | Jim Worthy (pour l'épisode Meet the Spidermonkeys   | Nomination | [ 21 ] |